# Steve Phillips (calciatore)
Steven Edward Phillips, detto Steve (Edmonton, 4 agosto 1954), è un ex calciatore inglese, di ruolo attaccante.

## Carriera

### Club
Esordisce tra i professionisti nel corso della stagione 1971-1972 all'età di 17 anni e 17 giorni in una partita del campionato di Second Division 1971-1972 persa dal suo Birmingham City con il punteggio di 3-2 sul campo del Carlisle Utd, diventando così il secondo più giovane esordiente nella storia del club; nel corso della stagione, che si conclude con una promozione in prima divisione, gioca poi ulteriori 6 partite di campionato. Nella stagione successiva esordisce invece in prima divisione, categoria in cui gioca 3 partite senza mai segnare; nella stagione 1973-1974 segna invece il suo primo gol tra i professionisti, in una partita di campionato persa per 4-2 sul campo del Tottenham, ma gioca comunque solamente 4 partite, a cui ne aggiunge ulteriori 2 nella stagione seguente, che peraltro conclude con un periodo in prestito al Torquay Utd, con cui gioca 6 partite in quarta divisione. Nella stagione 1975-1976 gioca poi ulteriori 4 partite in massima serie con il Birmingham City, arrivando così ad un totale di 20 presenze ed una rete in partite di campionato con il club (di cui 13 presenze ed una rete in prima divisione), prima di essere ceduto a stagione in corso per 5000 sterline al Northampton Town, club di quarta divisione.
Nel febbraio del 1977, dopo complessive 9 reti in 51 partite di campionato, lascia i Cobblers per andare a giocare al Brentford, altro club di quarta divisione, dove rimane per due stagioni e mezzo iniziando non solo a giocare stabilmente da titolare ma anche a segnare con regolarità: dopo aver vinto (alla pari con Alan Curtis) il titolo di capocannoniere della Fourth Division 1977-1978 ed aver così contribuito (insieme anche alle reti del compagno di reparto Andrew McCulloch) con 23 reti (grazie alle quali arriva a quota 32 in stagione, considerando anche quelle segnate con il Northampton Town) alla promozione delle Bees in terza divisione, gioca per altre due stagioni in questa categoria, arrivando ad un totale complessivo di 157 presenze e 65 reti in partite di campionato (e 69 reti in 167 presenze fra tutte le competizioni ufficiali) con la maglia del club londinese, nella cui Hall of Fame viene in seguito inserito nel 2019. Complici queste ottime prestazioni, nell'estate del 1980 fa ritorno per 40000 sterline al Northampton Town, nuovamente in quarta divisione, dove rimane fino al febbraio del 1982 facendo registrare complessivamente 75 presenze e 29 reti in partite di campionato. La sua tappa successiva è al Southend Utd, con cui nella parte finale della stagione 1981-1982 gioca 18 partite in terza divisione, riuscendo così ad arrivare all'insolito totale di 48 presenze in campionato (ne aveva già giocate 30 con il Northampton Town) pur militando in campionati che singolarmente sarebbero durati 46 partite. Gioca in terza divisione anche nella stagione 1983-1984, mentre nella stagione 1984-1985 e nella prima metà della stagione 1985-1986 è in quarta divisione sempre al Southend United, con cui arriva quindi ad un totale di 72 reti in 182 presenze fra tutte le competizioni ufficiali (di cui 66 reti in 158 presenze in partite di campionato). Chiude poi la stagione 1985-1986 in prestito al Torquay Utd, dove rimane per un anno solare (includendo quindi anche i primi mesi della stagione 1986-1987) segnando 11 reti in 30 presenze in quarta divisione.
Conclude la stagione 1986-1987 e trascorre poi la stagione 1987-1988 al Peterborough Utd, con cui realizza 16 reti in 48 partite di campionato (tutte in quarta divisione), intervallate da due brevi periodi in prestito rispettivamente ad Exeter City e Chesterfield, a loro volta militanti in quarta divisione. Trascorre infine la stagione 1988-1989 ai semiprofessionisti dello Stamford.

### Nazionale
Ha giocato (e vinto) gli Europei Under-18 del 1973, nei quali peraltro è subentrato dalla panchina ed ha segnato la rete decisiva nella vittoria per 3-2 nella finale contro la nazionale della Repubblica Democratica Tedesca.

## Palmarès

### Nazionale
- Europei Under-18: 1

1973

### Individuale
- Capocannoniere della quarta divisione inglese: 1

1977-1978 (32 gol, alla pari con Alan Curtis)